# Химично уравнение
Химичното уравнение е означаване на химичните реакции с химични знаци и формули. Уравнението се смята за изравнено, когато броят на атомите от всеки елемент в лявата и в дясната страна на уравнението е равен.
Например взаимодействието на солна киселина с натрий се обозначава така:
2 HCl + 2 Na → 2 NaCl + H2